# Regra Um
O Regra Um Internet, fundado em 1994, foi uma das primeiras empresas a prover o serviço público de internet no Brasil a partir de 15 de maio de 1995 em Santo André, região do Grande ABC em São Paulo.

## O início
Nos anos 90 os BBSs tornaram-se a grande alternativa para a distribuição de informações e diversão para os usuários que tinham um modem - de 1.200 ou 2.400 bps - e uma linha telefônica.  A partir dessa novidade, os BBSs surgiram em várias cidades e, entre eles o Regra Um BBS, que passou a realizar esses serviços na região do Grande ABC, em São Paulo.
Nessa ocasião, vários BBSs forneciam acesso a e-mails e artigos de newsgroups (grupos de discussão) via rede Alternex, no Rio de Janeiro, e algumas redes de informações que eram constituídas por outros BBSs permitindo, assim, a interatividade e integração com várias regiões do país.
No início em 1994, o então Regra Um BBS com um software de gerenciamento chamado PCBoard, fornecia acesso discado às redes Alternex e outras redes regionais para troca de e-mails, artigos de newsgroups (Usenet) e algumas dezenas de Mb de informações e aplicativos para download, o que era uma enormidade para a época.
Em 1995, com a anúncio do Ministério das Comunicações que em breve a Internet estaria à disposição para o público, os BBSs trataram de se adaptar à nova realidade e muitos investiram pesadamente em novos equipamentos baseados no sistema operacional Unix e linhas telefônicas para prover o serviço.   Ao contrário dos demais, o Regra Um apoiou-se com Windows NT 3.0 e diversos softwares para gerenciamento e armazenamento de informações, entre os quais o Netscape Server, cujo navegador era distribuído aos assinantes.
Na ocasião, a Embratel era a responsável pela habilitação dos provedores fornecendo-lhes a comunicação (link de acesso) e o respectivo número IP.   Em meados de agosto de 1995, o Regra Um Internet já estava operacional e passou a prover o serviço público de Internet a partir de novembro daquele ano.

## Os serviços
A partir daí, o Regra Um passou a apresentar soluções para empresas como desenvolvimento de aplicações em sites, serviços de conexão dedicada, portais de serviços e vários outros.
A empresa chegou a atender 8.000 usuários ativos e mais de 1300 domínios corporativos hospedados em seus 8 servidores, 120 linhas telefônicas para acesso e 12 links dedicados para empresas e escolas.   Com o crescimento da atividade foram criados pontos de acesso nas cidades de São Bernardo do Campo, São Caetano do Sul, Diadema e São Paulo.
Em meados de 2001 os usuários foram repassados à UOL - Universo On Line e a empresa passou a se dedicar ao reabalho corporativo.  Mais tarde cedeu também essa divisão a um novo grupo e acabou por encerrar as atividades nessa área.